# Onosma rutilum
Onosma rutilum är en strävbladig växtart som beskrevs av Hub.-mor. Onosma rutilum ingår i släktet Onosma och familjen strävbladiga växter. Inga underarter finns listade i Catalogue of Life.